# Бакумівський заказник
«Бакумівський» — ботанічний заказник місцевого значення. Заказник розташований на території Броварського району Київської області, Баришівська селищна рада. У межах Баришівського лісництва займає кв. 51, вид. 1. Об'єкт був створений рішенням Київського облвиконкому No 441 від 18.12.1984 р.
Заказник представлений дубово-липовими середньовічними насадженнями.
Площа заказника — 33,4 га, створений у 1984 році.